# Gagrellula johorea
Gagrellula johorea is een hooiwagen uit de familie Sclerosomatidae.